# 가브리엘 곤살레스 비델라
가브리엘 곤살레스 비델라(스페인어: Gabriel González Videla, 1898년 11월 22일~1980년 8월 22일)는 칠레의 정치가이자 변호사이다. 1937년 인민 전선을 결성했으며, 1946년 대통령에 취임하고, 급진·사회·공산 각당의 연립 내각을 조직했다. 1947년 공산당을 추방하고, 친미 정책을 채택했다. 1952년 9월에 사임했다.

## 역대 선거 결과
| 선거명      | 직책명        | 대수 | 정당        | 득표율 | 득표수    | 결과 | 당락             |
| ----------- | ------------- | ---- | ----------- | ------ | --------- | ---- | ---------------- |
| 1946년 선거 | 칠레의 대통령 | 28대 | 칠레 급진당 | 40.23% | 192,207표 | 1위  | 칠레 대통령 당선 |

## 참고 문헌
- 이 문서에는 다음커뮤니케이션(현 카카오)에서 GFDL 또는 CC-SA 라이선스로 배포한 글로벌 세계대백과사전의 내용을 기초로 작성된 글이 포함되어 있습니다.